# 霍姆伍德 (加利福尼亞州)
霍姆伍德（英語：Homewood）是位於美國加利福尼亞州普萊瑟縣的一個非建制地區。該地的面積和人口皆未知。

## 地理
霍姆伍德的座標為39°05′13″N 120°09′37″W / 39.08694°N 120.16028°W，而該地的平均海拔高度為1900米（即6234英尺）。